# Jean-Louis Marion
Pour les articles homonymes, voir Marion.
Jean-Louis Marion est un homme politique français né le 12 avril 1801 à Saint-Malo (Ille-et-Vilaine) et décédé le 7 octobre 1870 à Pleudihen-sur-Rance (Côtes-du-Nord).

## Biographie
Fils du négociant Jean Baptiste Marion et de Jeanne Michel de La Morvonnais, petit-neveu de François-Julien Michel de La Morvonnais,
Avocat, il s'occupe surtout de la gestion de ses propriétés. Conseiller d'arrondissement, il est député d'Ille-et-Vilaine de 1848 à 1849, siégeant à droite. Sous le Second Empire, il est conseiller général et maire du Grand-Fougeray.
Il épouse sa cousine, Marie-Anne Claire Guynot de Boismenu, petite-fille de Pierre François Guynot de Boismenu.

## Sources
- « Jean-Louis Marion », dans Adolphe Robert et Gaston Cougny, Dictionnaire des parlementaires français, Edgar Bourloton, 1889-1891 [détail de l’édition]